# Скорий Сергій Анатолійович
Скорий Сергій Анатолійович (*14 грудня 1949, Старий Крим) — український археолог, доктор історичних наук, професор, завідувач Відділу археології ранньої залізної доби Інституту археології НАН України. Відомий також як російський поет.

## Біографія
Сергій Скорий народився у Старому Криму Кримської області, РРФСР (нині Кіровський район АР Крим, Україна) в сім'ї службовців — Анатолія Кириловича Скорого та Євгенії Василівни Гордєєвої.
По закінченню 8 класів Старо-Кримської середньої школи навчався у Феодосійському політехнікумі (1966—1970), працював на ковальсько-штампувальному заводі в Токмаку Запорізької області, служив у Залізничних військах Радянської Армії (1970—1972), в середній смузі Росії.
1975-79 рр. — студент історичного факультету Сімферопольського державного університету ім. М. В. Фрунзе (нині — Таврійський національний університет імені В. І. Вернадського). Спеціалізація — музеєзнавство та археологія. У період навчання активно займався науковою роботою, взяв участь у ряді археологічних експедицій, які здійснювали розкопки на території Криму, відкрив ряд невідомих раніше археологічних пам'яток, опублікував кілька статей в союзних виданнях — щорічнику «Археологічні відкриття в СРСР» та журналі «Радянська археологія».
Одержав направлення кафедри історії стародавнього світу та середніх віків Сімферопольського університету для вступу до аспірантури Академії наук УРСР (нині — Національна академія наук України, Київ).